# Fête du 1er mars en Europe du Sud-Est
La Fête du 1er mars en Europe du Sud-Est est une fête traditionnelle bulgare, roumaine et moldave qui symbolise l’arrivée du printemps. Elle porte le nom de Martenitsa (bulgare : мартеница, pluriel martenitsi-мартеници), Màrtis (Μάρτης en grec) ou Mărțișor (pluriel mărțișoare) en roumain.

## Étymologie et origines

Pays où la tradition dite « Mărțișor » / « Мартеница » / « Мартинка » / « Màrtis », du 1er mars est célébrée.
Principaux pays
Autres endroits

Les dénominations de Martenitsa, Màrtis et Mărțișor dérivent du latin matronalia célébrées le 1er mars qui était le premier jour du printemps chez les Thraco-Romains et sont considérées aujourd’hui comme une « fête des mères » balkanique ; elles célébraient le jour où les femmes amadouaient le dieu de la guerre et de l’agriculture, Mars, sous l’égide de Junon, protectrice des jeunes épouses honorées avec des perce-neige. Le nom de matronalia vient de matrona, « mère de famille ». Ces traditions pré-chrétiennes mettent en scène aujourd’hui les personnages homologues de Baba Marta chez les Bulgares/Macédoniens et de Baba Dochia chez les Roumains/Moldaves.
Cette tradition persiste aujourd’hui en Bulgarie, Macédoine du Nord, Grèce du Nord, Serbie orientale, Roumanie, Moldavie et Ukraine du sud-ouest (Bucovine et Boudjak), ainsi qu’en Valaquie morave dans l’est de la République tchèque. Les ethnologues la considèrent, à l’instar des traditions des colinde et des vrykolakas également communes à ces pays, comme un héritage des Thraco-Romains de la Mésie et de la Dacie aurélienne. L’origine de cet héritage est à rechercher, selon eux, dans les fêtes de printemps qui ont perduré à travers les siècles quelles que soient les influences ultérieures, latine chez les Roumains/Moldaves ou slave chez les Bulgares/Macédoniens,,. Une autre origine possible est la légende de la mythologie grecque, selon laquelle Haemos (en grec ancien ’Αἷμος / Haîmos) et Rhodope (Ῥοδόπη / Rodópê) auraient été un couple royal de Thraces : époux selon Ovide, frère et sœur selon Plutarque, qui, « s'aimant très tendrement », se sont comparés l'un l'autre à Zeus et Héra : cette hybris attira sur eux le courroux divin et ils furent changés en montagnes : l'Hémos à dominante calcaire blanche, et les Rhodopes à dominante de grès rouges,,.
Quoi qu’il en soit, les martenitsi/mărțișoare sont aujourd’hui des talismans que l’on épingle à la poitrine, portés pendant huit jours, formés d’un fil rouge et d’un fil blanc tressés ensemble, auquel on peut attacher des objets décoratifs : des fleurs ou des animaux en bois, en céramique, en verre ou en métal,.

## Traditions et légendes anciennes

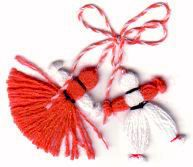
Penda et Pizho, les Martenitsi bulgares.

Les traditions anciennes décrites ci-dessous varient légèrement d’une région historique à l’autre et sont les mêmes dans chaque région, fut-elle aujourd’hui partagée entre plusieurs états modernes (cas de la Dobroudja, de la Macédoine ou de la Moldavie historiques).
Dans les premiers jours de mars, les Bulgares/Macédoniens et les Roumains/Moldaves s’offrent les uns les autres des martenitsi/mărțișoare (le plus souvent, ce sont les hommes qui en offrent aux femmes) formées d’un fil rouge et d’un fil blanc parfois tressés ensemble et se terminant par des pompons en Bulgarie, par des toupillons en Roumanie et Moldavie, et parfois par de petites poupées de laine de mêmes couleurs en Bulgarie (Pizho et Penda) et Moldavie (Ionel et Ionutsa). Les deux couleurs peuvent avoir plusieurs symboliques :
- la santé et la force du sang, le blanc d'une longue vie ;
- la chaleur du soleil printanier et la neige hivernale qui fond ;
- la lumière et l’eau, deux éléments essentiels à la vie ;
- l’amour (ou l’amitié) et la pureté (ou la droiture, le respect) ;
- la vie et la paix…

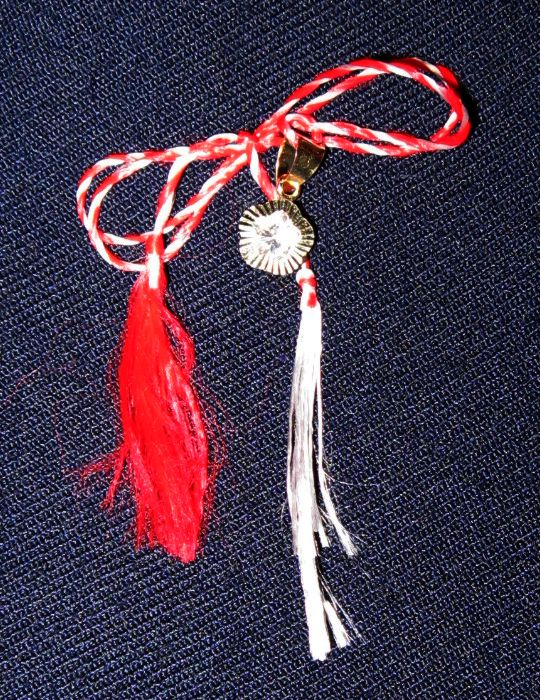
Toupillons du mărțișor roumain.

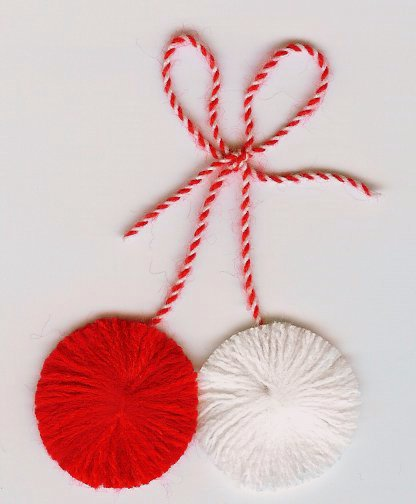
Pompons de la martenitsa bulgare.

Généralement, on attache à ces fils un petit symbole : cœur, lettre, fleur ou, en Bulgarie, les poupées traditionnelles Pizho et Penda, les deux Martenitsi.
À l’origine, le martenitsa/mărțișor était porté attaché au cou ou au poignet. Maintenant, il est le plus souvent épinglé à la poitrine, au côté du cœur, ou au poignet des enfants. Jadis, ils ne devaient être retirés que lorsque son porteur apercevait, au mois d’avril, une cigogne, une hirondelle, ou un arbre en fleur, symboles du printemps.
Le personnage traditionnel de Baba Marta (Баба Марта, « Grand-mère Marta » en Bulgarie et Macédoine du Nord) ou Baba Dochia (« Grand-mère Doquia » en Roumanie et Moldavie) est une vieille femme acariâtre qui change rapidement d’humeur et que des présents en laine peuvent apaiser. Dans la croyance populaire, les martenitsi/mărțișoare, portés sur la poitrine, attestent que Baba Marta/Dochia a été satisfaite et protègent contre les forces malignes. Les ethnologues considèrent qu’il s’agit d’un héritage du culte d’Hémos et Rhodope, deux divinités thraces antiques liées aux rites de l’agriculture, de la germination, de la fertilité et du renouveau.
Il existe plusieurs légendes en rapport avec les martenitsi/mărțișoare :
- L’une dit que le Soleil et le Vent sont tombés amoureux de la même Source. Mais la belle nymphe n’aimait ni l’un ni l’autre. Chacun de son côté, les deux amoureux décident d’enlever la nymphe, le 1er mars, car le Soleil jugea que le Vent s’affaiblissait après l’hiver, tandis que le Vent était convaincu que le Soleil n’était pas encore assez fort à cette période. La nymphe demande l’aide au Conseil des Dieux. Ceux-ci lui offrent un talisman à porter pendant tout le mois de mars pour la protéger des assiduités de ses prétendants. Ce talisman était conçu pour que le Soleil et le Vent se poursuivent dans une lutte sans fin, ne se préoccupant plus de la jeune fille et oubliant ainsi d’assécher, brûler ou geler les semis, pour le plus grand profit de l’agriculture[10].

- Une autre oppose Baba Marta/Dochia, symbolisant le froid, la vieillesse, le passé, à sa belle-fille : Penda (« la cinquième » en grec), Penda ou Tchintcha chez les Bulgares, Tsintsa chez les Aroumains, A Cincea (prononcé a tchintcha, « la cinquième ») chez les Roumains/Moldaves, symbolisant le cinquième jour de Mars réputé apporter le chaud, le printemps. Marta/Dochia lui ordonne d’aller cueillir des fraises de bois mûres à la fin février. La jeune fille, aidée par des fées, par Dieu, par la vierge Marie, ou par une sainte selon les versions, en trouve quand même et les rapporte à sa belle-mère. Voyant cela, Marta/Dochia croit que le printemps est arrivé et part en transhumance avec ses chèvres et ses ovins à la montagne. Par précaution elle enfile tout de même neuf manteaux en mouton retourné. Les caprices du printemps font qu’elle se débarrasse peu la peu de ses neuf manteaux. Le neuvième jour, le gel la surprend avec ses bêtes, et Baba Marta/Dochia est transformée par le froid en pierre. Dans une variante, la belle-fille est envoyée, dans un jour froid d’hiver, laver un manteau très sale dans une rivière. La rivière était loin et la pauvre fille ne pouvait rentrer qu’une fois le manteau entièrement blanc et sec. Elle ne réussit pas à le nettoyer et se met à pleurer. Un homme nommé Pizho ou Mărțișor arrive et lui a donné une fleur aux pétales rouges et blancs qui produit un miracle : le manteau est devenu blanc. Quand Baba Marta/Dochia voit sa belle-fille rentrer heureuse avec le manteau blanc, et la fleur aux pétales rouges et blancs dans ses cheveux, elle croit le printemps arrivé et part en transhumance, pour finir, comme dans la première version, gelée et pétrifiée.

- Une troisième légende se décline ainsi : un jour, le perce-neige s’est fâché avec la jonquille car elle a fleuri avant lui. Les deux fleurs ont alors commencé à se battre. La jonquille a blessé le perce-neige et du sang s’écoula sur la neige. À l’endroit où est tombé le sang, un autre perce-neige blanc a poussé, mais il avait des taches rouges. Une jeune fille trouve la fleur et l’attache à sa poitrine.

- Une autre légende encore affirme qu’un vaillant jeune homme est allé retrouver le Soleil, prisonnier des nuages et du vent (ou, selon les variantes, d’un dragon). Après trois mois très sombres et froids, il parvint à l’endroit où le Soleil était prisonnier. Il le délivre et une lumière rouge perce le ciel, ou, selon les versions, le sang du dragon coula sur la neige fraîche et c’est depuis que le rouge et blanc s’entrelacent pour annoncer le retour de la nature à la vie.

Dans les villages de Transylvanie, le mărțișor est suspendu aux portes, aux fenêtres, aux cornes d’animaux, aux enclos des moutons, aux anses des seaux pour éloigner les mauvais esprits.
En Dobroudja, à l’arrivée des cigognes, les martenitsi/mărțișoare étaient jetés vers le ciel pour que la chance soit grande et ailée.
Jadis en Valachie et Bulgarie septentrionale, les martenitsi/mărțișoare étaient jetés dans le Danube, attachés à des arbres fruitiers ou placés sous des pierres. Dans ce dernier cas, la croyance veut que la petite faune (insectes, cloportes, mille-pattes, araignées ou même petits mammifères) qui trouve refuge sous la pierre détermine le déroulement de l’année à venir pour celui qui y a déposé l’offrande (ce qui est une forme de divination). À travers les insectes rouges et noirs ou les mammifères, Baba Marta assure alors que l’hiver ne durera pas trop longtemps et que le printemps reviendra rapidement.

## Traditions et légendes modernes
D’autres légendes apparaissent à partir du milieu du XIXe siècle dans la littérature pour enfants ou scolaire : différentes dans chaque pays actuel, ces légendes relient le martenitsa/mărțișor aux origines de chaque nation moderne. Ainsi, la légende bulgare fait référence à la fondation du premier royaume bulgare en 681, tandis que les légendes roumaines/moldaves évoquent la Rome antique et la conquête de la Dacie par les Romains.

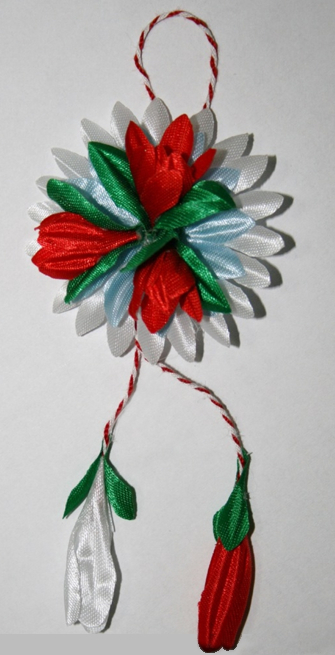
Martenitsa moderne aux couleurs bulgares.

### La légende historique bulgare
Au VIIe siècle, les Bulgares, commandés par le Khan Asparoukh, arrivent par vagues successives dans le bassin du bas-Danube, où ils fonderont leur premier État. Le peuple bulgare vit alors sous la menace des invasions khazares.
Ainsi, en 681, les Bulgares arrivent aux portes des Balkans et de l’Empire romain d'Orient : les khans Asparoukh, Kouber et Altsek, fils de Koubrat, envoyèrent vers le sud leur frère Bayan et leur sœur Houba, qui, ayant trouvé des terres bonnes à conquérir, attachèrent un fil blanc à la patte du faucon qu’ils s’apprêtaient à renvoyer vers leur frère Asparoukh sur l’autre rive du Danube. À ce moment, l’armée romaine s’approcha et des flèches les blessèrent : leur sang colora le fil. Bayan et Houba arrivèrent finalement à retraverser le fleuve, mais ils étaient gravement blessés. Asparoukh fit alors plusieurs morceaux du fil teinté de blanc et de rouge, et en para ses soldats, afin de leur donner le cœur à combattre l’Empire romain. Bayan et Houba survécurent encore assez longtemps pour voir leur frère Asparoukh passer à son tour le Danube afin de conquérir le territoire de la Bulgarie actuelle, mais ils étaient au seuil de la mort, et depuis lors, les martenitsi perpétuent leur souvenir.

### La légende historique roumaine
Au printemps de l’an 106, au terme des guerres daciques, l’empereur romain Trajan poursuit à travers le pays le roi dace, Décébale, qui se suicide avec ses nobles pour ne pas être capturé. Leur sang rougit les prairies proches de Sarmizégétuse, la capitale dace, où à travers les plaques de neige fondante, pointaient les premiers perce-neige. Ainsi nourris, ceux-ci poussèrent plus nombreux et plus grands que jamais : les habitants attristés les ramassèrent et, les reliant à l’aide d’écheveaux tressés avec la laine des manteaux des morts (tantôt blanche, tantôt rougie de sang), créèrent ainsi les premières mărțișoare.

### Sous le régime communiste et après
Sous le régime communiste, les martenitsi/mărțișoare, bien que non-chrétiens, ont été « laïcisés » c’est-à-dire, concrètement, qu’il était interdit de faire référence aux « superstitions » les concernant, mais en Bulgarie les martenitsi ont été maintenus au 1er mars comme « tradition populaire », tandis qu’en Roumanie les mărțișoare ont été reportés au 8 mars par amalgame avec la journée internationale des femmes, pour « rendre hommage à (nos) camarades mères, épouses, sœurs et collègues en lutte pour leur émancipation ». En 1990, ils sont revenus à la date du 1er mars et aux formes antérieures au communisme.
Aujourd’hui en Bulgarie, les martenitsi se déclinent en rubans rouges et blancs (parfois des rubans de chantier servant à délimiter la zone de travail) dont on entoure les troncs et branches des arbres, les réverbères, les bancs publics, les porches d’immeubles pour « porter chance » à la ville, au quartier, à l’entreprise, à une famille... et cette mode s’étend dans tout le pays d’année en année. De plus en plus on y ajoute du vert pour y retrouver les trois couleurs du drapeau bulgare. Par ailleurs, les martenitsi ornent le logotype de Wikipédia en bulgare.
Depuis 2000, ils sont de plus en plus dématérialisés : on les envoie désormais sous forme d'images par courriel.
En Moldavie, le 1er mars marque le début du festival musical Mărțișor qui dure dix jours.